# Gerace
Gerace  község (comune) Calabria régiójában, Reggio Calabria megyében.

## Fekvése
Az Aspromonte Nemzeti Park területén fekszik. Határai: Agnana Calabra, Antonimina, Canolo, Cittanova, Locri és Siderno.

## Története
Neve a görög lerax szóból származik, amelynek jelentése karvaly. A legendák szerint a tengerpartról, a szaracén támadások elől menekülő lakosokat egy karvaly irányította erre a vidékre, ahol egy új települést   alapítottak. A 10. században a bizánciak fennhatósága alatt állt, majd a 11. században a normannok érkezésével a Szicíliai Királyság része lett. A középkor során nemesi birtok volt. Korabeli épületeinek nagy része az 1783-as calabriai földrengésben elpusztult. A 19. században nyerte el önállóságát, amikor a Nápolyi Királyságban felszámolták a feudalizmust.

## Népessége
A népesség számának alakulása:

## Főbb látnivalói
- az 1045-ben épített katedrális, amelybe Lokroiból származó oszlopokat építettek be.
- a 13. században épült San Francesco-templom, amelyet a 18. században barokkosítottak.
- a 10. századi San Giovanello-templom

## Testvérvárosai
- Kistelek (szándéknyilatkozat aláírása 2013)